# Alexandru de Mangop
Alexandru de Mangop (n. secolul al XV-lea – d. 1476) a fost ultimul prinț bizantin al Principatului Teodoro din Crimeea, pe care l-a stăpânit în anul 1475 până la cucerirea otomană. A fost membru al dinastiei Gabras.

## Biografie
Se înrudea cu familia imperială bizantină Comnen. Strămoșii săi se refugiaseră în peninsula Crimeea după ocuparea Trapezuntului.
Alexandru a fost fiul principelui Olubei, nepotul principelui Alexios I Gabras și fratele Mariei de Mangop, soția domnului Moldovei, Ștefan cel Mare. Până în 1472 a condus districtul Kinsanus din estul principatului cu reședința în cetatea Funa. În anul 1472 a plecat în Principatul Moldova alături de sora sa, Maria, care s-a căsătorit la 24 septembrie cu Ștefan cel Mare.
La începutul anului 1475 Alexandru a aflat vestea morții unchiului său, prințul Isaac, și ocupării tronului principatului de către fiul acestuia. O armată și o flotă turcă, aflate sub comanda lui Gedik Ahmed Pașa, au sosit în Crimeea în mai 1475. Sosirea turcilor în Crimeea l-a îngrijorat pe Ștefan cel Mare, care a trimis mai mulți soli la regele Matia Corvin al Ungariei, cerându-i să ofere ajutor coloniei genoveze Caffa pentru a împiedica unirea turcilor cu tătarii. Strădaniile domnului moldovean au fost însă zadarnice, deoarece regele Matia nu i-a acordat niciun fel de ajutor, deși a primit 100.000 de țechini de la papa Sixt al IV-lea.
În mai 1475 Ștefan cel Mare a echipat o navă pe cheltuiala sa și a trimis o oaste de 300 de moldoveni pentru apărarea Caffei și pentru detronarea fiului lui Isaac, care se opunea luptei antiotomane. Prin această acțiune militară domnul moldovean urmărea atât să oprească extinderea otomanilor la nord de Moldova, cât și să protejeze Principatul Teodoro, țara de origine a soției sale.
Turcii au asediat timp de câteva zile orașul Caffa, pe care l-au capturat la 6 iunie 1475, și au ocupat apoi și alte posesiuni italiene din Crimeea. Alexandru de Mangop i-a dat un ultimatum verișorului său, cerându-i să se alăture alianței antiotomane, iar în urma refuzului obținut l-a detronat pe fiul lui Isaac și a preluat puterea în iunie 1475. La 20 iunie 1475, în scrisoarea trimisă regelui ungar Matia Corvin, Ștefan cel Mare scria: „[...] fratele soției și doamnei noastre, Alexandru, a venit în locul acela [...] și în ziua a treia a luat în stăpânire Mangopul, moștenirea tatălui său, și [...] el este acum în Mangop și nu este altfel”.
În iulie 1475, Domenico d'Alba Reale și camaradul său, Gaspar, solii regelui maghiar la domnul Ștefan al Moldovei, scriau în raportul lor: „... Voievodul Ștefan l-a trimis pe fratele soției sale, Alexandru, în regatul numit Mangop. Alexandru, ajuns acolo și prezentându-și gramotele ..., a intrat pe deplin în stăpânirea aceluiași regat Mangop”. Stăpânirea lui Alexandru a fost însă de scurtă durată, deoarece, începând din septembrie 1475, otomanii au asediat timp de câteva luni orașul Mangop, capitala Principatului Theodoro. Abia în decembrie 1475 armatele asediatoare au reușit să pătrundă în oraș, să-i masacreze pe locuitori și chiar să desființeze Principatul Theodoro. Alexandru și familia sa au fost capturați și duși la Constantinopol. Principele a fost decapitat în 1476, fiul său a fost convertit forțat la islam, iar soția și fiicele sale au ajuns în haremul sultanului.